# المسرح الآسيوي والهادئ (الحرب العالمية الأولى)
المسرح الآسيوي والهادي (بالإنجليزية: The Asian and Pacific Theatre)‏ في الحرب العالمية الأولى كان غزو مستعمرات الإمبراطورية الألمانية في المحيط الهادئ والصين. كان من بين أكثر الأعمال العسكرية في المسرح الآسيوي شهرة هو حصار تسينغتاو (الصين في الوقت الحالي).